# Yamaha (mopedmärke)
Yamaha har tillverkat mopeder sedan 1960. De tillverkar flera framgångsrika mopeder, till exempel Aerox, Neos och DT. De gör främst tre typer av mopeder: den klassiska skoter-modellen, cross-modell samt en racingmotorcykel-replika.

## Modellhistoria
1960 kom Yamahas första moped – MF-1. Den skulle utgöra basen för efterföljaren Mate. Mopeden hade monoshock-fjädring, vilket skulle komma på Yamahas motorcyklar 15 år senare, och fanns med elektrisk start. 1960 var också året för Yamahas första skoter – SC-1. Modellen hade momentomvandlare och var tvåväxlad.
1969 kom Yamaha med modellen FS1. FS1:an fanns i några olika modeller: FS1, FS1-DX (skivbroms fram) samt en FS1 Yankee. Yamaha FS1 fanns som modell fram till 1994.
1973 lanserades den mindre modellen Chappy, som fanns i automatväxlat utförande. Den kom att tillverkas till 1998.
1985  kom Yamaha DT50mx, som svar på Hondas MT5. Den kom i flera olika modeller under perioden 1985–1992.
1993 kom Yamaha med en helt ny modell – DT50R. R:et stod där för racing. DT50R hade en helt ny ram och levererades med kåpor. Mopeden blev allt mer lik en crossmotorcykel. Den modellen såldes från 1992 till 1996. Därefter kom ytterligare en modell av DT50R. Den nya modellen hade ny vätskekyld motor från tillverkaren Minarelli. Även den modellen blev en storsäljare. Modellen såldes 1996–2003.
2004 kom Yamaha ut med det som skulle bli en av Europas mest sålda mopeder[källa behövs] (i två varianter) – Yamaha DT50-r och Yamaha DT50-x. Modellen säljs än idag, men numera finns många konkurrenter, som Derbi, Rieju, Beta, Gilera, Aprilia och Honda.

## Skotrar
Yamaha tillverkar även skotrar. Skoter-modellerna är: Yamaha Aerox, Yamaha Neos, Yamaha Giggle, Yamaha jog-r, Yamaha Slider.
Yamaha Aerox är en av de mest sålda Yamaha-skotrarna. Aerox R har tillverkats sedan 1999 och har funnits med två typer av Minarelli-motorer. Den ena var fläktkyld, den andra vätskekyld. År 2003 bestämde man sig för att bara tillverka dem med vätskekyld motor, eftersom det ger effektivare kylning.